# Liste der Bodendenkmäler in Schwelm
In der Liste der Bodendenkmäler in Schwelm sind Bodendenkmäler der nordrhein-westfälischen Stadt Schwelm aufgelistet (Stand: April 2021).

## Bodendenkmäler
| Bild                    | Bezeichnung                  | Lage                        | Beschreibung | Bauzeit | Eingetragen seit | Denkmal- nummer |
| ----------------------- | ---------------------------- | --------------------------- | --- | ------- | ---------------- | --------------- |
| Hohlweg/Gooshaiken      | Hohlweg/Gooshaiken           | Schwelm Karte               | Hohlweg im Bereich Gooshaiken (Bandwirkerweg 25), Teilstrecke eines Wanderwegs                                                                         |         | 22. Mai 1991     | B-1             |
| weitere Bilder          | Hohlweg/Winterberg           | Schwelm Am Heerweg Karte    | Teil einer Altstraße auf dem Winterberg |         | 22. Mai 1991     | B-2             |
| Kirchhof/Christuskirche | Kirchhof/Christuskirche      | Schwelm Kirchplatz Karte    | |         | 4. Juni 1992     | B-3             |
| Hohlweg/Weuste          | Hohlweg/Weuste               | Schwelm Karte               | Hohlwegefläche im Wald nördlich Weuste |         | 4. Juni 1992     | B-4             |
| Hohlweg/Weberstal       | Hohlweg/Weberstal            | Schwelm Karte               | Serpentinenförmiger historischer Weg am Waldrand und am Hang zwischen Beyenburger Straße und Weberstal bzw. Tal der Brambecke, nördlich von Vesterberg |         | 4. Juni 1992     | B-5             |
| weitere Bilder          | Freiflächen am Haus Martfeld | Schwelm Haus Martfeld Karte | |         | 4. Mai 1994      | B-6             |
| Landwehr/Vesterberg     | Landwehr/Vesterberg          | Schwelm Karte               | Teil der Bergisch-Märkischen Landwehr, entlang Stadtgrenze Schwelm-Ennepetal zw. Vesterberg und Beyenburg                                              |         | 18. August 2002  | B-7             |